# Тоуман
Тоуман (на китайски: 頭曼; на пинин: Tóumàn) е шанюй на хунну.

## Управление
Управлението му започва около 220 година пр.н.е. През 215 година пр.н.е. той претърпява тежко поражение от Мън Тиен, военачалник на китайския император Цин Шъхуан, и хунну са изтласкани от областта Ордос.
Според китайските източници, опитвайки се да отстрани своя първороден син Маодун, Тоуман го изпраща като заложник при юеджи, след което ги напада. Въпреки това Маодун успява да избяга невредим и Тоуман е принуден да го постави начело на военна част. През 209 година пр.н.е. Маодун се разбунтува, убива Тоуман и взема властта, поставяйки началото на централизираната империя на хунну.